# Zadněstří

Správní dělení Rumunska s okupovaným Zadněstřím roku 1942

Zadněstří se dělilo na 13 okresů (județ)

Zadněstří (rumunsky: Transnistria) byl územně-správní celek vytvořený Rumunskem v roce 1941 na okupovaném území Sovětského svazu. Jednalo se o část Moldavské sovětské socialistické republiky (dnešní Podněstří) a části Oděské, Vinnycké a Mykolajivské oblasti Ukrajinské SSR. Oblast byla geograficky vymezena řekami Dněstr (z jihozápadu) a Jižní Bug (ze severovýchodu). Hlavním městem byla Oděsa. V Zadněstří byly soustředěny rumunské vyhlazovací tábory, kde byla zavražděna většina rumunských židů. Provincie zanikla roku 1944, kdy byla dobyta zpět Rudou armádou. Hranice svazových republik byly navráceny do stavu z roku 1940.

## Poznámka
V rumunštině, ale i angličtině a mnohých dalších jazycích se dnes termín "Transnistria" užívá také pro dnešní Podněstří, tedy mezinárodně neuznanou Podněsterskou moldavskou republiku. Podněsterské vedení tento výraz označuje za termín rumunských fašistů a doporučuje přepisy z ruského Приднестровье (Pridnestrovje), pro angličtinu Pridnestrovie.